# Duce

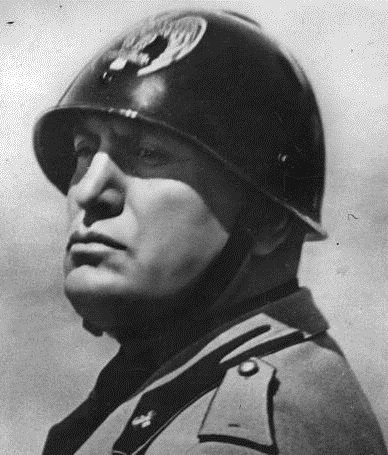
Duce (Benito Mussolini)

Duce (z wł. „wódz”, wym. ducze) – tytuł, jaki przyjął w 1925 r. przywódca włoskich faszystów, Benito Mussolini i który podkreślał jego autorytarny, pozakonstytucyjny charakter rządów jako głowy państwa włoskiego w latach 1922-1943. Tytuł pojawił się po raz pierwszy w 1922 r. w czasie marszu na Rzym. W 1938 r. został wprowadzony oficjalnie w brzmieniu capo del governo e duce del fascismo (szef rządu i wódz faszyzmu). Symbolika tytułu nawiązywała do wodzów starożytnych rzymskich legionów (łac. dux - wódz).